# Harbour Plaza Residences
 (mai 2023).
Si vous disposez d'ouvrages ou d'articles de référence ou si vous connaissez des sites web de qualité traitant du thème abordé ici, merci de compléter l'article en donnant les références utiles à sa vérifiabilité et en les liant à la section « Notes et références ».
Les Harbour Plaza Residences sont deux gratte-ciel résidentiels construit en 2017 à Toronto au Canada. Ils s'élèvent à 233 et 224 mètres. 